# 再見之後
《再見之後》（英語：Goodbye Again），是華視的都會愛情連續劇，於2021年9月20日開鏡、11月5日殺青宴，敘說一段超越生死的愛戀。由黃姵嘉、楊子儀、張耀仁、米可白、楊銘威領銜主演。本劇橫跨台中后里和大台中都會區取景拍攝，並結合薩克斯風元素，公視台語台、華視主頻於2023年1月1日上檔。台灣OTT由LiTV 線上影視全劇上架。

## 播出時間

### 首播
| 頻道          | 所在地 | 播出日期      | 播出時間             | 備註         |          |
| 公視台語台    | 臺灣   | 2023年1月1日  | 每週日 20:00 - 22:00 | 首週連播兩集 |          |
| 華視主頻      | 臺灣   | 2023年1月1日  | 每週日 22:00 - 24:00 | 首週連播兩集 |          |
| Hami Video    | 臺灣   | 2023年1月2日  | 每週一 20:00上架     | 首週連播兩集 |          |
| MOD           | 臺灣   | 2023年1月2日  | 每週一 20:00上架     | 首週連播兩集 |          |
| 愛奇藝        | 臺灣   | 2023年1月4日  | 每週三 12:00上架     | 首週連播兩集 |          |
| LiTV 線上影視 | 臺灣   | 2023年11月1日 | 全劇上架             | 全劇上架     | 全劇上架 |

### 重播
| 頻道       | 所在地 | 播出日期     | 播出時間             |
| 華視主頻   | 臺灣   | 2023年1月2日 | 每週一 02:00 - 04:00 |
| 華視主頻   | 臺灣   | 2023年1月7日 | 每週六 13:00 - 15:00 |
| 公視台語台 | 臺灣   | 2023年1月7日 | 每週六 13:00 - 15:00 |

## 故事大綱
《再見之後》是繞著以薩克斯風為主旋律講述的愛情故事。男女主角都愛著同一個優秀的男人，也因為他而相遇，更因為他而對彼此產生心動的感覺。

## 爭議
《再見之後》原定於2022年5月15日上檔，但臨時喊卡，據傳是因版權問題。華視得知《再見之後》編劇在人物設定、架構和部分情節上涉抄襲網路小說，火速要求製作單位依據契約要求,黃金時間內澄清相關疑慮及版權歸屬。
製作人施柏全表示，編劇涉及抄襲是編劇上的疏忽，現在都已釐清，因整件事情還在處理時已先被媒體報出，對各方造成一定的傷害，但目前事情的處理是往好的良善的方向發展，《再見之後》會不會如期在15日上檔，尊重華視方的決定，製作方將全力配合。

## 演員陣容

### 主要演員
| 演員   | 角色   | 介紹                                                                                                  | 登場集數 |
| 黃姵嘉 | 曾楚薇 | 29歲，By News突發中心組長，曾君偉與楚麗柔的大女兒，曾楚蕾的姊姊。外冷內熱，看似幹練實則迷糊的傻大姐。 | 全劇     |
| 楊子儀 | 許智然 | 34歲，婦科整形醫師兼醫美診所副院長。沈著、冷靜，總能適時給予他人溫暖，診所中很受同事和女患者歡迎。    | 全劇     |
| 張耀仁 | 杜凱威 | 30歲，精神科醫師，常被稱讚為人生勝利組，杜風與葉秀貞的兒子，初戀女友為曾楚薇，但也與曾楚薇失聯七年。  | 全劇     |

### 其他演員
| 演員   | 角色           | 介紹 | 登場集數   |
| 米可白 | 施小惠         | 29歲，By News編輯，曾楚薇的跟班，高中就暗戀學長楊士修。富有美術天分但個性怯懦，不善與人交際，一次被霸凌時受到楚薇的搭救後並深深崇拜對方。 | 全劇       |
| 楊銘威 | 楊士修         | 30歲，By News突發中心副總編，杜凱威的好麻吉，對校霸學妹曾楚薇有好感。                                                                     | 1-4,8-9    |
| 苗可麗 | 楚麗柔         | 44-52歲，家庭主婦，曾君偉的老婆，曾楚薇與曾楚蕾的母親。了解曾楚薇走不出情傷，故意安排各種相親。                                           | 1-6,8-10   |
| 伊 正  | 曾君偉         | 47-55歲，警局分局長，楚麗柔的老公，曾楚薇與曾楚蕾的父親。在外是壞人望之喪膽，在家則是寵女魔人、懼內大丈夫。                               | 1-4,6,8-10 |
| 應采靈 | 葉秀貞         | 46-54歲，中學校長，杜風的前妻，杜凱威的母親，失衡的婚姻逼走了原本深愛她和孩子的丈夫。                                                     | 4-6,8-10   |
| 尹昭德 | 杜風           | 42-55歲，薩克斯風匠師，葉秀貞的前夫，杜凱威的父親。受不了妻子的指責磨難而遠走他方，避居在偏鄉製作薩克斯風，並義務教導偏鄉弱勢學童。       | 4-6,8 10   |
| 吳沛寧 | 艾菲           | 29歲，推理小說作家。與曾楚薇從國小一路同班到高中，嘴賤心軟的等級跟曾楚薇不相上下。                                                        | 全劇       |
| 方語昕 | 曾楚蕾         | 27歲，人權律師，曾君偉與楚麗柔的小女兒，曾楚薇的妹妹。雖然外表蠢萌，實則內心聰慧，和曾楚薇不止性格就連長相也截然不同。                    | 1-4,6,8-10 |
| 蘇 達  | 林北           | 北非徵信社社長。 | 2-4,6-10   |
| 林帥甫 | 何敬堯（阿土） | 32歲，By News突發中心車手。看似打手，其實是追新聞時不可或缺的超神車手，有顆和外表完全不同的溫柔心。                                       | 1-4,7-10   |
| 林志橋 | 鍾大樹         | 27歲，By News突發中心攝影。拍攝專訪人物表現出色，常能細緻捕捉受訪者的神韻，是曾楚薇最愛搭檔的攝影。                                       | 1-4,7-10   |
| 木村樹 | 木村樹         | 邊境牧羊犬，曾楚薇養的狗。 | 1-3,6-10   |

### 特別演出
| 演員   | 角色 | 介紹                       | 登場集數 |
| 章家瑄 | Vivi | 女明星，徐志明的緋聞女友。 | 1        |

### 客串演員
| 演員   | 角色   | 介紹                                     | 登場集數 |
| 黃宥傑 | 徐志明 | 整形外科醫師，Vivi的緋聞男友。           | 1        |
| 施柏全 | 張組長 | 台中市政府警察局中區分局虎頭派出所組長。 | 2-3      |
| 王漢民 | 恐龍   | 台中市政府警察局中區分局虎頭派出所刑警。 | 3        |
| 楊震   | 小炳   | 台中市政府警察局中區分局虎頭派出所刑警。 | 3        |
| 董舜文 | 董老師 | 啟明學校的薩克斯風老師。                 | 4-5,10   |

## 電視劇歌曲
| 曲別   | 歌名     | 演唱者 | 作詞  | 作曲   |
| 片尾曲 | 你佇叨位 | 古皓   | MC JJ | 董舜文 |

## 收視率
| 臺灣 華視主頻 首播收视率 （AC尼爾森） |               |        |      |              |
| 集數                                  | 播出日期      | 收视率 | 排名 | 備註         |
| 1                                     | 2023年1月1日  |        |      | 首週連播二集 |
| 2                                     | 2023年1月1日  |        |      | 首週連播二集 |
| 3                                     | 2023年1月8日  |        |      |              |
| 4                                     | 2023年1月15日 |        |      |              |
| 5                                     | 2023年1月29日 |        |      |              |
| 6                                     | 2023年2月5日  |        |      |              |
| 7                                     | 2023年2月12日 |        |      |              |
| 8                                     | 2023年2月19日 |        |      |              |
| 9                                     | 2023年2月26日 |        |      |              |
| 10                                    | 2023年3月5日  |        |      | 最終回       |
| 平均收視率                            |               |        |      |              |

1. 数据由AGB尼爾森調查，調查範圍是四歲以上收看電視之觀眾。
2. 資料來源：台灣-偶像劇場、宏將週報。

## 製作團隊
- 出品人：陳郁秀
- 監製：陳成德
- 製作人：施柏全、余家安
- 企劃統籌：
- 行政製片：吳佩莉
- 製片統籌：陳泰佑
- 執行製片：李世章
- 選角統籌：吳純如
- 編劇統籌：余家安
- 編劇：彭心楺、梁子瞭
- 導演：張清峰
- 攝影：陳鴻福、鍾明達
- 執行導演：楊宗翰
- 燈光：廖天榮
- 美術：霍達華、張文耀
- 移動：郭松柏
- 場務：郭俊良
- 收音：葉千慧
- 造型：張語菲、吳淑惠
- 化妝：卓縈瀅
- 髮型：吳冠輝
- 劇照：游子宸
- 側錄：陳彥廷
- 製作公司：中華電視公司、捌拾驛文創映像社
- 協力製作：好野文創、萬騰文化創意股份有限公司、米粒恩思有限公司

## 相關文獻
- 超越生死浪漫愛情劇《再見之後》華視、公視台語台目前上檔時間未定 （页面存档备份，存于）華視新聞網.2021-10-08
- 楊子儀、黃姵嘉都愛張耀仁！《再見之後》上演超越肉體的靈魂交流 （页面存档备份，存于）明潮 M'INT.2021-11-11
- 台灣電視劇《再見之後》舉行發布會 （页面存档备份，存于）香港新聞網.2021-11-11

## 外部連結
- 捌拾驛文創映像社的Facebook專頁
- 再見之後的Facebook專頁
- 再見之後的Instagram帳戶
- 官方网站—華視
- 官方网站—董舜文

| 臺灣 公視台語台 每週日 20:00－21:00            | 臺灣 公視台語台 每週日 20:00－21:00         | 臺灣 公視台語台 每週日 20:00－21:00 |
| ---------------------------------------------- | ------------------------------------------- | ----------------------------------- |
|                                                | 再見之後 （2023年1月1日－2023年3月5日）     |                                     |
| 嘉慶君遊臺灣 （2022年9月18日－2022年12月25日） | 婚姻結業式2 （2023年3月12日－2023年5月7日） |                                     |

| 臺灣 華視主頻 每週日 23:00－24:00                                                                                             | 臺灣 華視主頻 每週日 23:00－24:00           | 臺灣 華視主頻 每週日 23:00－24:00 |
| --- | ------------------------------------------- | --------------------------------- |
| | 再見之後 （2023年1月1日－2023年3月5日）     |                                   |
| 神之鄉 （2022年9月18日－2022年11月20日）2022世足看華視 （2022年11月20日－2022年12月18日）華視金選劇場-寸尺 （2022年12月25日） | 婚姻結業式2 （2023年3月12日－2023年5月7日） |                                   |